# Orden del Libertador
La Orden del Libertador fue la máxima distinción de Venezuela. Estaba destinada a premiar los servicios distinguidos a la patria, al mérito sobresaliente y a los beneficios hechos a la comunidad. El presidente de Venezuela era jefe de la orden y le correspondía conferir El Collar. Fue sustituida en 2010 por la Orden Libertadores y Libertadoras de Venezuela.

## Historia
Fue creada originalmente por Antonio Guzmán Blanco el 14 de septiembre de 1880. Fue reformada en 1922 mediante una ley elaborada por el Congreso de Venezuela durante la presidencia de Victorino Márquez Bustillos. La condecoración se llamó así en memoria de la Condecoración de la Orden del Libertador creada por el Congreso de Perú en 1825 para honrar a Simón Bolívar. En 2006 se sancionó la ley más reciente que regulaba la condecoración. En 2010 la Asamblea Nacional de Venezuela reemplazó la condecoración con la Orden Libertadores y Libertadoras de Venezuela.
La Orden del Libertador tuvo como antecedente la Medalla de Distinción con el busto del Libertador creada el 11 de marzo de 1854 bajo la presidencia de José Gregorio Monagas y la Orden de Libertadores creada por Simón Bolívar en 1813.

## Clases

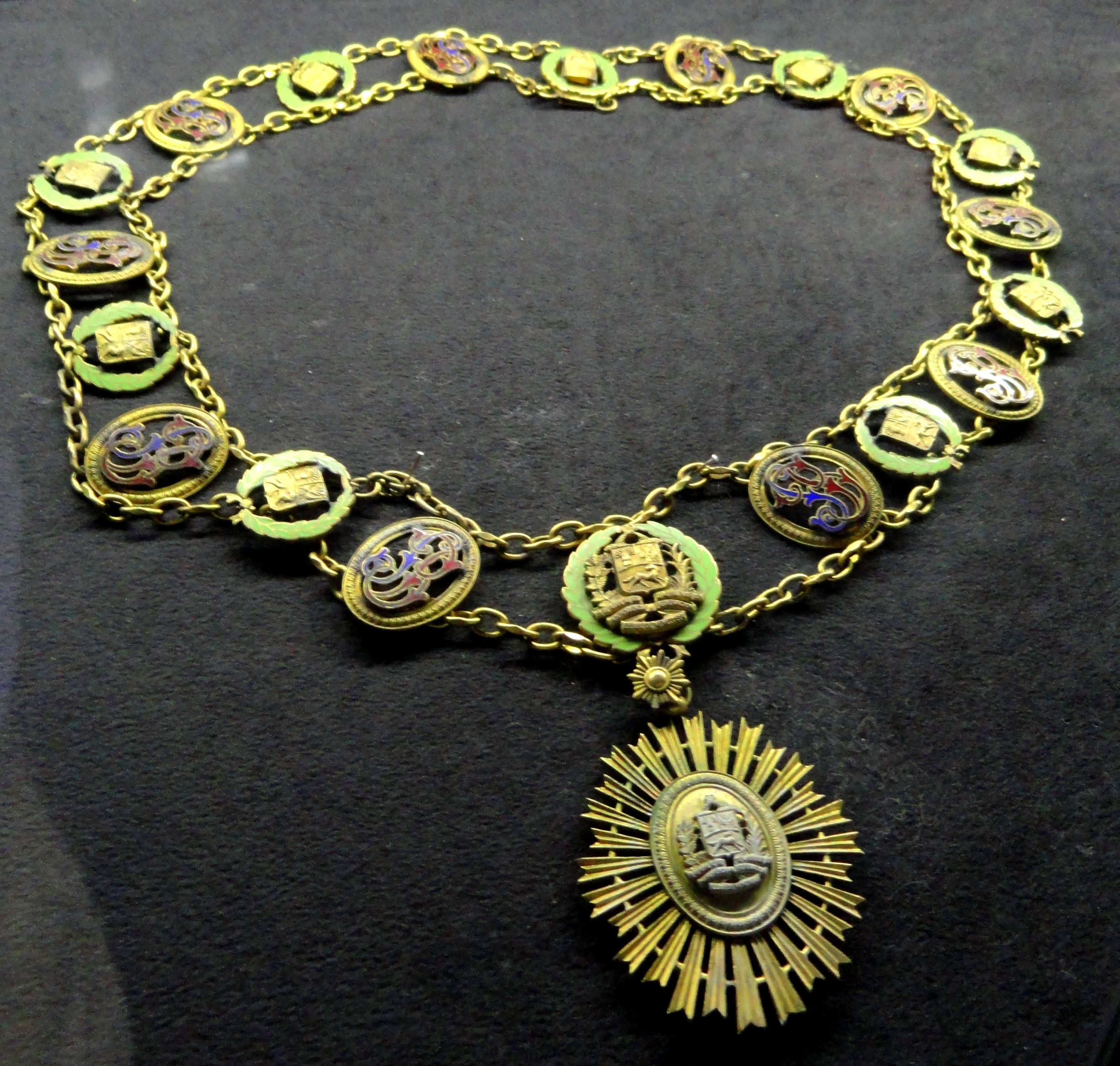
Collar de la Orden.

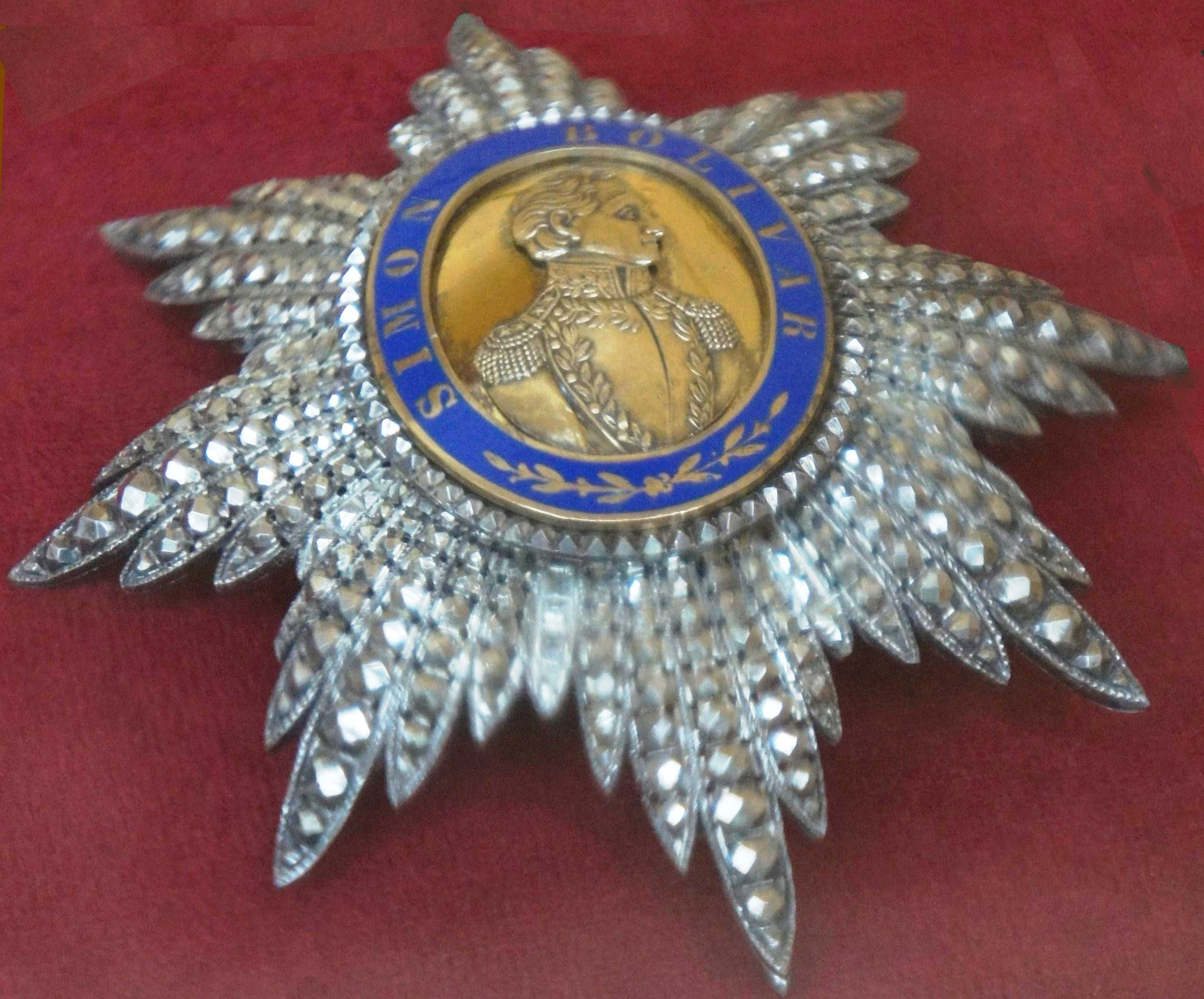
Estrella de la Orden.

- Gran Collar
- Primera Clase (Gran Cordón)
- Segunda Clase (Gran Oficial)
- Tercera Clase (Comendador)
- Cuarta Clase (Oficial)
- Quinta Clase (Caballero)

| Barras    |         |            |              |             |
| Caballero | Oficial | Comendador | Gran Oficial | Gran Cordón |